# Синойкізм
Синойкізм — у Стародавній Греції  — об'єднання декількох первинних громад у загальному міському центрі, історизм. Синойкізм сприяв формуванню органів центрального управління полісом.
Найвідомішим прикладом синойкізма в Стародавній Греції є Афіни, що утворилися близько X ст. до н. е. в результаті об'єднання кількох демів (сільських громад) Аттики, що підтверджується як античною традицією (міф про Тесея), так і археологічними даними.
Також синойкізм послужив виникненню Риму (у середині VIII ст. до н. е.).

## Архаїчна Греція

### Крит
Один із перших прикладів синойкізму в історичній Греції можна знайти на Криті. До другого тисячоліття грецькі поселення як на материку, і на острові Крит складалися з розрізнених сіл без центральної адміністрації. Однак розробка та будівництво великих палаців на Криті є раннім прикладом будівництва з метою централізованої влади та управління. Синойкізм на Криті поєднував у собі адміністративні, комерційні та релігійні конотації, оскільки концентрація державних обов'язків в одному місці дозволяла ефективно функціонувати. Цей розвиток великих палацових споруд збігся з вибухом мінойського мистецтва та заморської торгівлі і, ймовірно, був рушійним фактором при будівництві цих будівель. Цей період розширеної торгівлі та зарубіжних зв'язків також визначається терміном "палацова економіка", який був популяризований сером Артуром Евансом, коли він розкопав та описав економічну діяльність Кноського палацу. Величезні масштаби перерозподільної економіки Криту, а також його закордонних торгових мереж свідчать про перехід від культури переважно натурального сільського господарства до культури високоорганізованої та ієрархічно-структурованої цивілізації.

### Мікенська Греція
Мікенський синойкізм розвивався аналогічно мінойському на Криті. Слабко пов'язані і географічно розкидані села зрештою зосередили політичну владу у палацових центрах, які очолював ванакс, який можна порівняти з королем. Свідчення з Мессенії свідчать, що ця роль виникла як проста керівна роль у невеликих селах. У міру того, як зростав розмір села, зростала і влада родів, які контролювали важливе ремісниче виробництво. У міру того, як мікенське суспільство зростало і розвивало все більш войовничі тенденції, ванакси створювали більш захищені та централізованіші центри, з яких вони могли правити. Потім ванакси очолили централізовану державну адміністрацію, населену як місцевою елітою, так і палацовою владою. Синойкізм у Мікенській Греції потім отримав подальший розвиток у міру того, як високо захищені та економічно ефективні політичні центри, керовані ванаксом, набували все більшої популярності серед жителів уразливих поселень на периферії території палацу. З іншого боку, синойкізм при ванаксі і палацової адміністрації забезпечувався як військової силою, так й економічними податками; проте дамос (сільські громади) зберігали значний ступінь автономії цих центральних громад.